# تشی برزیلی
تشی برزیلی (نام علمی: Coendou prehensilis) نام یک گونه از تیره تشی‌های بر جدید است. 
تشی برزیلی ۸۵ درصد عمر خود را بر روی درختان می‌گذراند.